# Eckart John von Freyend
Eckart John von Freyend (* 22. Mai 1942 in Berlin-Schöneberg) ist ein deutscher Wirtschaftsmanager mit dem Schwerpunkt Immobilienwirtschaft. Er war Mitglied der Hauptgeschäftsführung im Bundesverband der deutschen Industrie (BDI), Leiter der Abteilung „Industrielles Bundesvermögen“ im Bundesministerium der Finanzen und Vorstandsvorsitzender der IVG Immobilien AG. John von Freyend war Aufsichtsratsvorsitzender der Hamborner REIT AG und ist es bei der EUREF AG in Berlin. Bis März 2009 war er Vorsitzender des Aufsichtsrats der Investmentaktiengesellschaft für langfristige Investoren TGV. Bis November 2009 war er Aufsichtsratsvorsitzender der Finum AG. Bis Juli 2013 war er Aufsichtsratsvorsitzender der GSW Immobilien AG.

## Leben
Nach dem Besuch der Volksschule und des Humanistischen Gymnasiums Kempten, Essen und Hadamar studierte John von Freyend von 1962 bis 1966 Volkswirtschaft und politische Wissenschaft an den Universitäten Heidelberg, Bonn und Köln mit dem Abschluss als Diplom-Volkswirt. Er ist Mitglied der Burschenschaft Allemannia Heidelberg. 1974 Promotion zum Dr. rer. pol. an der Universität zu Köln. Mit seinen Brüdern Peter und Rüdiger John von Freyend gründete er mehrere Unternehmen, deren Schwerpunkt bis 1997 die Verlagsgruppe Deutscher Wirtschaftsdienst und seit 1998 die John von Freyend Verwaltungs- und Beteiligungs GmbH ist.

## Karriere
Nach zwei Jahren als Assistent der Geschäftsführung der Vermögensverwaltung der Fürsten Quadt in Isny arbeitete John von Freyend von 1970 bis 1988 beim Bundesverband der Deutschen Industrie (BDI), zuletzt als Mitglied der Hauptgeschäftsführung mit Zuständigkeit für Bildung und Forschung, Energie und Umwelt sowie für Verkehr und Telekommunikation.
Im Zuge der deutschen Wiedervereinigung wurde John von Freyend im November 1990 (bis März 1995) als Ministerialdirektor zum Leiter der Abteilung Industrielles Bundesvermögen des Bundesfinanzministeriums  berufen. Zu seinem Verantwortungsbereich gehörte vor allem die Zuständigkeit für die Treuhandanstalt, für die das BMF die Rechts- und Fachaufsicht hatte, sowie die Privatisierung von Bundesbeteiligungen in Westdeutschland. Hier war er unter anderem an der Privatisierung der Lufthansa, Deutsche Telekom, Gelbe Post, Rhein-Main-Donau AG, IABG sowie der IVG Immobilien beteiligt.
Nach seinem Ausscheiden aus dem Bundesfinanzministerium war John von Freyend ab April 1995 Vorstandsvorsitzender der IVG Holding AG (seit 2002 IVG Immobilien AG). In dieser Zeit entwickelte er die IVG vom nationalen Mischkonzern zu einer börsennotierten europäischen Immobiliengesellschaft mit etwa 20 Milliarden Euro Immobilienbesitz sowie großen Projektentwicklungen. Der Börsenwert stieg von 683 Millionen auf bis zu 2,83 Milliarden Euro. Der Umsatz hat sich verdoppelt und das EBIT versechsfacht. Im Juni 2006 schied von Freyend als Vorstand aus und hinterließ ein grundsolides Immobilienunternehmen. Im Juli 2006 wechselte er in den Aufsichtsrat des Unternehmens, wo er bis 2009 verblieb. Seit 2008 befindet sich das Unternehmen in der Krise, die zum Teil auf das von John von Freyend initiierte und trotz großer Kostensteigerungen nicht abgebrochene Großprojekt „The Squaire“ zurückgeführt wird. Als John von Freyend im Juni 2006 – ein Jahr vor Beginn des Bauvorhabens – den Vorstandsvorsitz abgab, lagen ein Angebot von Bilfinger Berger für einen Generalunternehmervertrag über 317 Mio. Euro, Vorverträge für die Vermietung von 55 % der Gesamtfläche an Hilton und KPMG und Teilungsgenehmigungen, um das Projekt in Einzelabschnitten verkaufen zu können, vor. Ein Finanzierungskonsortium unter Führung der Hessischen Landesbank stand bereit.
2010 übernahm John von Freyend neben anderen auch den Aufsichtsratsvorsitz beim Berliner Immobilienkonzern GSW. Im April 2013 bestellte der Aufsichtsrat der GSW einstimmig Bernd Kottmann zum Vorstandsvorsitzenden. Kottmann war unter von Freyend Finanzchef der IVG gewesen. Im Juni 2006 entzogen die Aktionäre unter der Führung des niederländischen Pensionsfonds und Großaktionärs PGGM Kottmann unter dem Vorwurf der Vetternwirtschaft und mangelnder Qualifikation das Vertrauen, eine Abberufung von Freyends scheiterte knapp. Bernd Kottmann und John von Freyend hatten den Vorwurf der Vetternwirtschaft wiederholt zurückgewiesen. Der Aufsichtsrat stellte Kottmann daraufhin frei und löste den Anstellungsvertrag auf. John von Freyend erklärte, er übernehme die Verantwortung für das Aktionärsvotum und trat in der Folge als Aufsichtsratsmitglied zurück. Ein vom Aufsichtsrat der GSW in Auftrag gegebenes Rechtsgutachten zur Untersuchung des Auswahlprozesses hat die Ordnungsmäßigkeit der Bestellung entsprechend dem Aktienrecht und dem Corporate Governance Kodex uneingeschränkt bestätigt.

## Mandate
Im Juni 2015 war John von Freyend unter anderem Mitglied in folgenden Aufsichts- und Beiräten und vergleichbaren Gremien:
- Vorsitzender des Aufsichtsrats der Hamborner Reit AG[21]
- Vorsitzender des Aufsichtsrats der EUREF AG, Berlin[3]
- Vorsitzender des Beirats der Kingstone Investment Management[22]
- Mitglied des Aufsichtsrats in der AVECO Holding AG,[23] Investmentaktiengesellschaft für langfristige Investoren TGV[24], und Hahn-Immobilien-Beteiligungs AG[25]
- Mitglied des Verwaltungsrats der Bundesanstalt für Immobilienaufgaben (BImA).
- Mitglied der Investment Committees von ECE Real Estate Partners S.a.r.L. und Indigo Invest Holding GmbH & Co. KG sowie Vorsitzender des International Advisory Board der Pacific Star Group (Singapur).[26]

## Ehrenämter
Im Jahre 2006 war John von Freyend Mitgründer und bis Juni 2009 erster Präsident des Verbandes Zentraler Immobilien Ausschuss e.V. als der ordnungs- und wirtschaftspolitischen Interessenvertretung der deutschen Immobilienwirtschaft, die er in den Bundesverband der Deutschen Industrie führte. Von Juni 2007 bis Juni 2013 war John von Freyend ehrenamtlicher Präsident des Instituts der deutschen Wirtschaft Köln.
Ferner ist er Mitglied des Stiftungsrats in der Stiftung Lebendige Stadt. Er war Mitglied im Präsidium der Bundesvereinigung der Deutschen Arbeitgeberverbände, Mitglied im Präsidium des Bundesverband der Deutschen Industrie, und stellvertretender Vorsitzender des Hochschulrats der Hochschule Bonn-Rhein-Sieg.
John von Freyend war Vorsitzender des Kuratoriums der Stiftung Beethoven-Haus in Bonn sowie Mitglied des Kuratoriums der Hanns Martin Schleyer-Stiftung. Von 2001 bis 2010 war John von Freyend Sprecher des Vorstands der Walter-Raymond-Stiftung.
Von 2005 bis 2011 war John von Freyend Mitglied des Präsidiums und von 2008 bis 2011 Präsident der DSW Deutsche Schutzvereinigung für Wertpapierbesitz.

## Auszeichnungen
- 1995 Bundesverdienstkreuz am Bande

## Veröffentlichungen

### Als Autor
- Die Bedeutung von Forschung und Entwicklung für die Anpassung der Industrie an Strukturveränderungen der Volkswirtschaft. Rhein-Ruhr-Druck Sander, Dortmund 1976.
- Finanzwirtschaftliche Aspekte der Industrieforschung: Unter bes. Berücks. d. industriellen Gemeinschaftsforschung. Köln 1973 (Dissertation).
- Zur Forschungs- und Technologiepolitik in der Bundesrepublik Deutschland. F & T, Bochum 1981.

### Als Herausgeber
- BDI-Handbuch der Forschungs- und Innovationsförderung: Textsammlung für Wirtschaft und Verwaltung. Fortlaufende Loseblattsammlung. Bundesverband der Deutschen Industrie, Dt. Wirtschaftsdienst, Köln.
- Verbriefung und Internationalisierung – Immobilienmärkte im Wandel: 11 Jahre IVG. IVG-Immobilien AG, Bonn 2006, ISBN 978-3-00-018936-4.